# Ball de Figuetaires
El Ball dels Figuetaires és una dansa tradicional de Vilafranca del Penedès que data del 1863. És una comparsa que realitza una elemental representació mímica de caràcter burlesc, atès que els balladors es fan ganyotes entre ells i al públic.

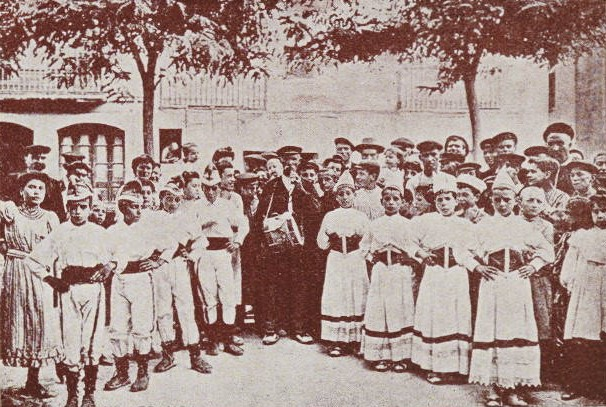
Ball de Figuetaires de Vilafranca a principis del

El seu nom deriva de figa, idea que procedeix de «fer figa a algú», ja que les seves actuacions simulen el fet de fer figa, escarni, mofa d'algú. Es tracta d'un ball que va participar regularment a la Festa Major de Vilafranca durant el darrer quart del segle xix i el primer del segle xx. Del 1942 al 1966 un grup de joves de la vila es reprèn el ball que no sortia des del 1923. Finalment, 1973 es recuperaria el ball que ha format part del seguici fins a l'actualitat.
El ball el formen vuit figuetaires distribuïts en dues fileres enfrontades que es fan ganyotes mútuament. Els seus balls principals són L'Enganyifa o Ball de Sant Ferriol, el Pi o Moixiganga, la Passada o Serp i la Creu. Pel que fa a la indumentària dels balladors, els nois van vestits amb pantaló i camisa blancs, faixa i barretina blaves i camalls rojos amb picarols. En canvi, les noies vesteixen faldilla i brusa blanques, barret blanc i cosset roig amb franja blava.
Quant a l'acompanyament musical, tot i que tradicionalment havia estat acompanyat per un flabiol i tamborí, actualment està acompanyat per una formació de grallers.
A Besalú existeix el Ball Figuetaire, que és una variant del Ball de Sant Ferriol.